# ليمفومة هودجكين

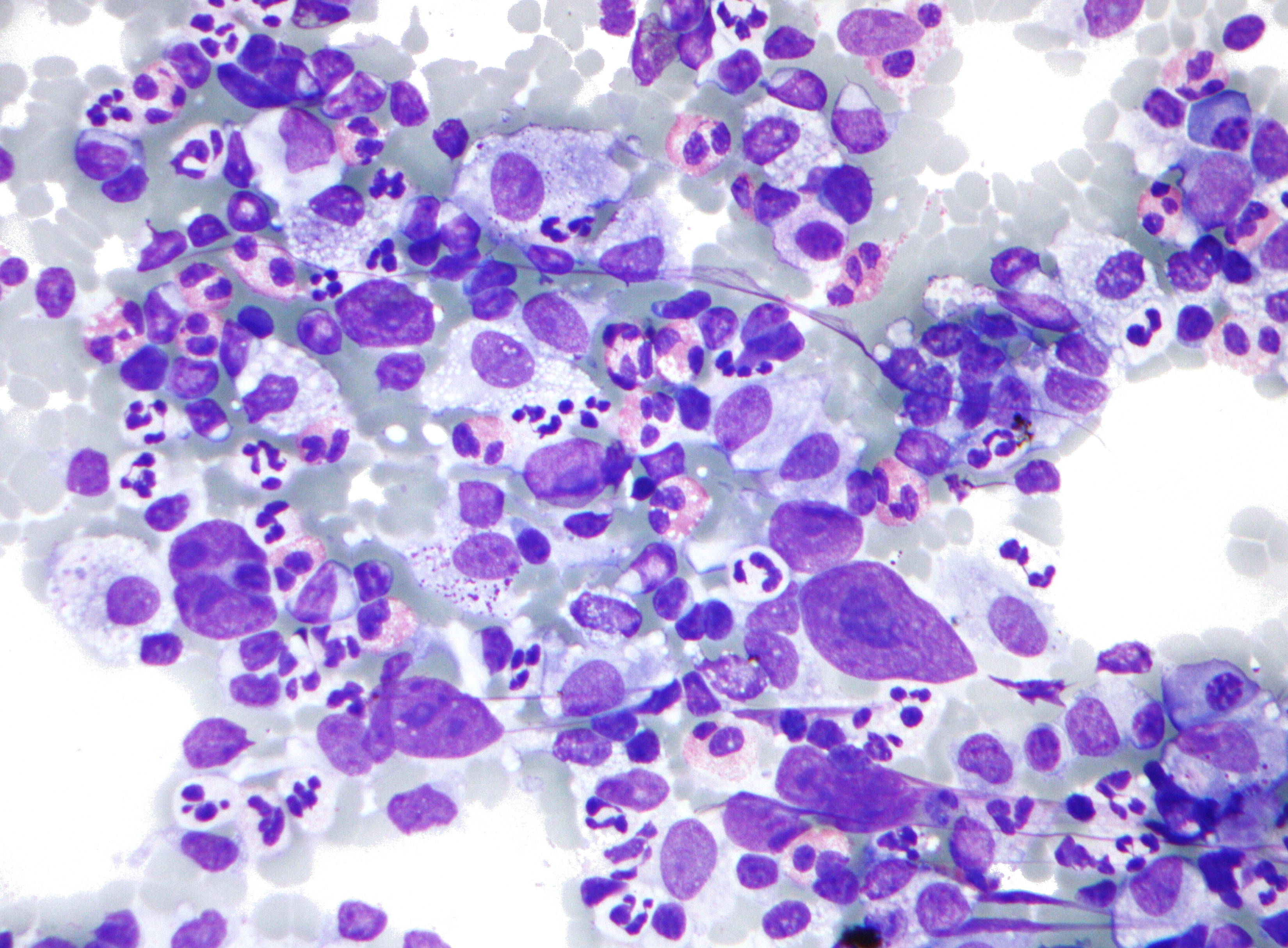
صورة مجهرية توضح لمفومة هودجكين (صبغة فيلد)

ليمفومة هودجكين، وأيضا تعرف باسم داء هودجكين، هي نوع من أنواع الليمفوما، التي ينشأ فيها سرطان من خلايا الدم البيضاء التي تسمى الخلايا الليمفاوية.
في حال وجود سوابق لكَثْرَةُ الوَحيداتِ العَدْوائِيَّة بسبب فايروس EBV يمكن أن يزيد خطر الإصابة بليمفومة هودجكين، ولكن دور هذا الفيروس بالتحديد ليس معروفا. ليمفومة هودجكين تتصف بمنهجية الانتشار من مجموعة عُقْد لِمْفِيَّة إلى أخرى، وأيضا لها أعراض مجموعية مع حالة متقدمة من المرض، وعندما يتم فحص خلايا هودجكين بالمجهر، خلايا عديدة الأنوية ريد - ستيرنبيرغ (RS Cells) هي الصفة المميزة نسيجيا لها.
يمكن علاج ليمفومة هودجكين عن طريق العلاج بالأشعة، أو مُعالَجَة ُكِيمْيائِيَّة، زراعة الخلايا الجذعية المكونة للدم، واختيار العلاج يعتمد على عمر وجنس المريض بالإضافة إلى الطور والحجم والنوع الفرعي النسيجي للمرض. عموما معدل البقاء لخمس سنوات على قيد الحياة في الولايات المتحدة الأمريكية خلال 2004 – 2010 هي 85% . هنالك عدة حالات لأفراد يعيشون أكثر من 40 سنة بعد تشخيصهم بالمرض، لكن قلة من الدراسات تابعت أناسا لمدة 25 سنة، وكانت هذه الدراسات خلال استخدام علاجات قديمة ذات أضرار جانبية خطيرة تهدد بحياة المرضى. النتائج المتاحة لنواتج العلاجات الحديثة والإقليمية وأخرى بالتعرض المحدود للأشعة هي غير كافية. العلاجات بالأشعة وبعض أدوية العلاج الكيميائي تشكل خطر لتسببها لسرطانات ثانوية قاتلة وأمراض القلب وأمراض الرئتين لاحقا، عند الأربعين سنة أو أكثر. العلاجات الحديثة قللت وبشكل كبير فرصة حصول مثل هذه التأثيرات في وقت لاحق.
يظهر المرض جليا في فئتين: الأولى مرحلة الشباب (15 – 35 سنة) والثانية في الأعمار التي تزيد عن 55 سنة. وسميت بذلك بعد أن اكتشفها ثوماس هودجكين، أول من وصف الاختلالات في الجهاز الليمفاوي عام 1832.

## التصنيف

### الأنواع
ليمفومة هودجكين الكلاسيكية (باستثناء nodular lymphocyte predominant Hodgkin's lymphoma) يمكن أن تقسم إلى أربع أنواع فرعية مرضية اعتمادا على مورفولوجيا خلايا ريد-ستيرنبيرغ (RS Cells)، وعلى محتوى الرشيح من الخلايا النشطة الذي نراه في عينة خزعة من عقدة لمفاوية (مكونات الخلية حول حول خلية أو خلايا ريد-ستيرنبيرغ (RS Cell)).
| الاسم                     | الوصف | المراجعة العاشرة للتصنيف الدولي للأمراض | التصنيف الدولي لأمراض الأورام |
| ------------------------- | --- | --------------------------------------- | ----------------------------- |
| داء هودجكين تَصَلُّبٌ عُقَيْدِيّ    | هو النوع الفرعي الأكثر شيوعا، والذي يتكون من عقد ورمية كبيرة، ويظهر خلايا RS Cells الكلاسيكية الجوبية المتفرقة، تقع على خلفية لخلايا ليمفاوية نشطة وخلايا يوزينِيَّة وخلايا بلازما بدرجات متفاوتة من الكولاجين المتليف\ المتصلب.                                                                                               | C81.1                                   | M9663/3                       |
| الخليط-الخلوي             | هو نوع شائع، ويتكون من العديد من خلايا RS Cells الكلاسيكية مختلطة مع العديد من الخَلاَيا الْتِهابِيَّة؛ التي تتضمن الليمفاوية والمُنْسِجاتٌ وخلايا يوزينِيَّة وخلايا بلازما من دون تصلب. وهذا النوع في الغالب يكون مرافق لاصابة بفايروس EBV ، ويمكن أن يحدث لبس في البداية، فيما يسمى الطور "الخلوي" من مرض يسمى nodular sclerosing CHL . | C81.2                                   | M9652/3 .                     |
| الغني بالخلايا الليمفاوية | نوع نادر، يظهر كثير من الخصائص التي يمكن أن تسبب لبس بالتشخيص مع مرض يدعىnodular lymphocyte predominant B-cell Non-Hodgkin's Lymphoma (B-NHL). والتكهن به يعتبرالأكثر إيجابية. | C81.0                                   | M9651/3                       |
| عديم الخلايا الليمفاوية   | نوع نادر، يتكون من عدد كبير من ال pleomorphic RS cells بالإضافة إلى قليل من الخلايا الليمفاوية النشطة فقط والتي يمكن من السهل أن يحصل لبس بينها وبين Diffuse large cell lymphoma. العديد من التصنيفات وضعت ضمن هذا التصنيف الآن سيعاد تصنيفها إلىAnaplastic large cell lymphoma.                                            | C81.3                                   | M9653/3                       |
| غير محدد                  | | C81.9                                   | M9650/3                       |

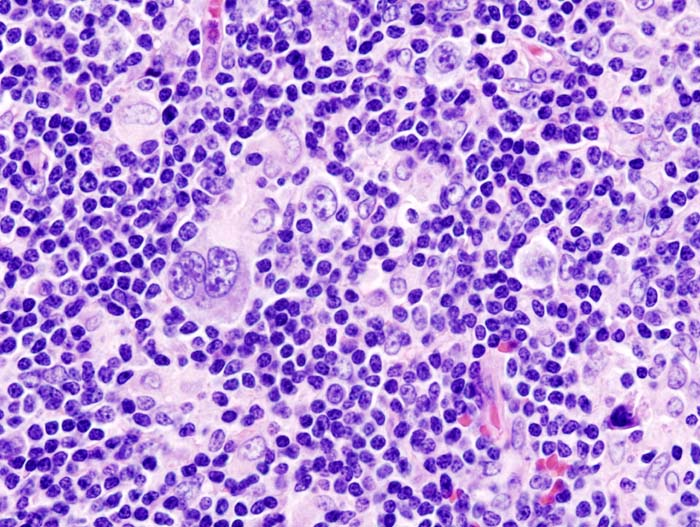
تحليل غدة ليمفية تظهر لمفومة هودجكين ذات الخليط الخلوي

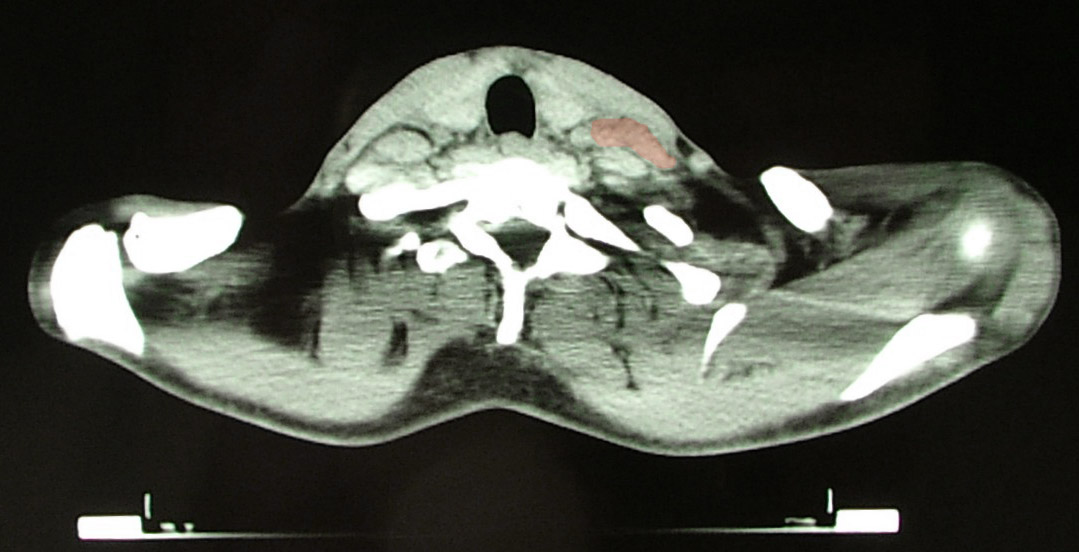
تصوير مقطعي لمريض بلمفومة هودجكين بعمر 46 عام على ارتفاع الرقبة. على الجانب الأيسر تظهر الغدد الليمفية منتفخة (اللون الأحمر).

داء هودجكين المعروف بـ Nodular lymphocyte predominant Hodgkin's lymphoma يظهر CD20 ، ولا يعتبر الآن من ليمفومة هودجكين الكلاسيكية.
للأشكال الأخرى أيضا الواسمات التقليدية لخلية B (مثل CD20) ليس ظاهرا على جميع الخلايا، خلايا RS Cells غالبا أصلها يكون نشأ من خلية (B). وأيضا داء هودجكين الآن يصنف بشكل متكرر مع أنواع أخرى من الأورام الخبيثة لخلية B، وبعض واسمات خلية T (مثل CD2 و CD4) أحيانا تكون ظاهرة. مع ذلك، قد يكون هذا ما يصنع أصل الغموض عند التشخيص.
خلايا هودجكين تصنع IL-21، والذي كان يعتقد أنه حصري لخلايا T. هذه الصفة يمكن أن تفسر سلوك داء هودجكين الكلاسيكي، متضمنا مجموعة من خلايا مناعة أخرى تجمعت حول خلايا ليمفومة هودجكين (الرشيح) في عميلة الزراعة (cultures).

### تحديد المرحلة
تحديد المرحلة نفسه يكون في ليمفومة هودجكين وغير- ليمفومة هودجكين (Non-Hodgkin’s Lymphomas).
بعد تشخيص داء هودجكين، سيتم تحديد المرحلة لدى المريض؛ سيقومون بمجموعة متسلسة من الفحوصات والإجراءات التي ستحدد أي المناطق من الجسد المصابة بالمرض، هذه الإجراءات تضمن توثيق الجانب النسيجي والفحص الجسدي، واختبارات الدم، وصور أشعة إكس للصدر، وتَصْويرٌ مَقْطَعِيٌّ مُحَوسَب (CT)، والتَّصْويرُ المَقْطِعِيُّ بالإِصْدارِ البُوزِيتْرُونِيّ (PET)، والتَّصْويرُ بالرَّنينِ المِغْناطيسِيّ (MRI) لمنطقة الصدر والبطن والحوض، وغالبا خزعة من نخاع العظم. التَّصْويرُ المَقْطِعِيُّ بالإِصْدارِ البُوزِيتْرُونِيّ الآن يستخدم بدلا من التصوير باستخدام عنصر الغاليُوم لتحديد المرحلة. عند استخدام التَّصْويرُ المَقْطِعِيُّ بالإِصْدارِ البُوزِيتْرُونِيّ، تظهر الأماكن المصابة بالليمفومة مضاءة بشكل ساطع؛ مما يوفر صور دقيقة ووقابلة للتكرار. في الماضي، كان الأطباء يقومون بصورَةُ الأَوعِيَةِ اللِّمْفِيَّة وفَتْحُ البَطْن جراحيا (والتي تضمن فتح البطن والتفحص بالنظر لوجود أي أورام). صور الأوعية الليمفية وفتح البطن جراحيا نادرا ما تعمل، وحل محلها الطرق المتطورة في التصوير، مثل تَصْويرٌ مَقْطَعِيٌّ مُحَوسَب (CT)، والتَّصْويرُ المَقْطِعِيُّ بالإِصْدارِ البُوزِيتْرُونِيّ (PET).
أساس تحديد المرحلة، أن المريض يصنف اعتمادا على تصنيفات مرحلية (التصنيف المرحلي الذي يسمي مخطط Ann Arbor staging classification هو الأكثر شيوعا):
- المرحلة الأولى هي إشراك منطقة عقدة ليمفاوية واحد (I) (غالبا من منطقة العنق الرقبة) أو موقع خارج ليمفاوي واحد (Ie).
- المرحلة الثانية هي إشراك اثنين أو أكثر من العقد الليمفاوية على نفس الجانب من الحجاب الحاجز (II) أومن منطقة واحدة العقد الليمفاوية، وموقع خارج ليمفاوي مجاور (IIE).
- المرحلة الثالثة هي إشراك مناطق العقد الليمفاوية على جانبي الحجاب الحاجز، والتي قد تشمل الطحال (IIIs) و/أو منطقة أوعضو محدد خارج ليمفاوي مجاور (IIIE،IIIes).
- المرحلة الرابعة هي إشراك واسع الانتشار لواحد أو أكثر من الأعضاء الخارج ليمفاوية.

عدم ظهور أعراض جهازية يشار إليه بإضافة (A) إلى المرحلة، وظهور أعراض جهازية يشار إليه بإضافة (B) إلى المرحلة، وامتداد خارج عقدي ليمفاوي محدود من كتلة من العقد الليمفاوية والتي لا تؤدي لتفاقم المرحلة، يضاف للمرحلة (E). إشراك الطحال يشار إليه بإضافة (S) ويشار لـ «مرض ضخم» بالحرف (X).

المرحلة الاولى
المرحلة الثانية
المرحلة الثالثة
المرحلة الرابعة

## العلامات والأعراض
المرضى المصابون بداء هودجكين قد يعانون من الأعراض التالية:
- العقد اللمفاوية: العرض الأكثر انتشارا لداء هودجكين هو تضخّم غير مؤلم لواحدة أو أكثر من العقد اللمفاوية أو ما يعرف ب «تضخّم العقد اللمفاوية». كما ممكن أن تكون العقد اللمفاوية مطّاطية الملمس ومنتفخة أثناء الفحص السريري.العقد اللمفاويّة الأكثر تأثرا هي العقد اللمفاوية في الرقبة والأكتاف (الرقبيّة و«فوق الرّقبية») (80-90% , بالمعدّل). العقد اللمفاوية في منطقة الصّدر غالبا ما تكون متأثرة، حيث يتم ملاحظتها عن طريق التصوير الشعاعي للصّدر.
- حكة في الجلد.
- تعرق ليلي.
- نزول في الوزن غبر مفسَر.
- تضخُم الطٌحال: يحدث تضخٌم الطُحال بنسبة 30% من المرضى المصابون بداء هودجكين. ولكن التضخم نادرا أن يكون كبير وحجم الطحال يمكن يتغيّر أثناء فترة العلاج.
- ضخامة الكبد: هو تضخٌم بالكبد، لاشتراكه بالمرض، وهو موجود بنسبة 5% من الحالات.
- ضخامة الكبد والطّحال: يحدث تضخّم في الكبد والطّحال بسبب المرض.
- ألم بعد استهلاك الكحول: العقد اللمفاوية الأكثر تأثرا هي التي يحدث فيها الألم بعد استهلاك الكحول، ومع ذلك فهذه الظاهرة من النادر جدا حدوثها،[17] فهي تحدث فقط بنسبة تتراوح بين 2-3% من الأشخاص المصاوبون بداء هودجكن،[18] ولذلك فهي لاتحدث بدرجة كبيرة أي تملك حساسيّة قليلة في حالة المرض.في المقابل، فإن الأشخاص الذين يصابون بألم في العقد اللمفاوية الأكثر تأثراً بعد استهلاك الكحول فإن ذلك يعتبر علامة واصمة لداء هودجكن.[18] الألم يبدأ خلال دقائق بعد استهلاك الكحول، وهو عادة ما يشعر به بأنه قادم قرب العقد اللمفاوية الأكثر تأثُراً. يوصف الألم بأنه حادّ ومماثل للطعن بالسِكّين أو بأنه ثقيل وموجِع.[18] The pain has been described as either sharp and stabbing or dull and aching.[18]
- ألمُ أسفلِ الظّهرِ: ألم أسفل الظًهر غير محدّد (وهو الألم الغيرمحدّد بمنطقة معيّنة أو أن المسبٍب يتم تحديده عن طريق الفحص أو المسح الضوئي الدقيق) تم الإبلاغ عن حدوثه في بعض حالات المرضى المصابون بداء هودجكين.
- لطخات حمراء اللون على الجلد، مع سهولة النزيف، وحبَرات (نمشات) نتيجة انخفاض في عدد الصفائح الدّمويّة (وذلك نتيجة تسللها من نخاع العظم وزيادة محاصرتها بالطحال، للتوضيح: قلة إنتاجها وزيادة إزالتها والتخلص منها).
- الأعراض الجهازِيّة: ما يقارب ثلث المرضى بداء هودجكن من الممكن أن يعانوا من الأعراض الجهازية الشاملة والتي تضم، حمى منخفضة الدرجة، تعرق ليلي، نزول في الوزن غير مفسَر على الأقل 10% من منسب كتلة الجسم (BMI) خلال فترة 6 أشهر أو أقل، حكة في الجلد نتيجة زيادة في نسبة إحدى خلايا الدم البيضاء في الدم من نوع (eosinophil), أو شعور بالتعب (إنهاك). الأعراض الجهازية مثل الحمى والتعرق الليلي وفقدان الوزن يشكلون بما يعرف ب (B symptoms) أو أعراض «ب».كذلك، وجود الحمى وفقدان الوزن والتعرٌق الليلي يشير إلى أن مرحلة المرض عند المريض على سبيل المثال 2B بدلا من 2A.[19]
- الحمى الدّوريّة: قد يواجه المرضى ارتفاع في درجة الحرارة بشكل دوري وهو ما يعرف ب «حمى بيل –إيبشتاين» في داء هودجكين،[20] أو للتبسيط ما يعرف ب حمى "P-E".لكن، هناك جدال فيما إذا كانت حمى «بيل-إيبشتاين» موجودة بالحقيقة أم لا.[21]
- متلازمة كُلائيَة: ممكن أن تحدث للأشخاص المصابين بداء هودجكين وهي غالبا ما تحدث بسبب مرض يعرف ب (Minimal change disease).[22]

## التشخيص
يجب التميز بين ليمفومة هودجكين من انتفاخات العقد الليمفاوية غير السرطانية (مثل العدوى) وأيضا من أنواع أخرى من السرطانات. التشخيص القطعي يكون بأخذ عينة من الورم في العقدة الليمفاوية نفسها (مثل استئصال عينة وإجراء فحوصات باستخدام الميكروسكوب). فحوصات الدم أيضا تعمل ليتم التحقق من وظائف بعض الأعضاء الرئيسية ولتحديد ما إذا كان العلاج الكيماوي سيكون آمنا أم لا. التصويرالمقطعي بالإصدارالبوزيتروني تم عمله لاكتشاف أي ترسبات صغيرة لا يمكن أن تظهر باستخدام التصوير الطبقي (CT). التصويرالمقطعي بالإصدارالبوزيتروني أيضا، يفيد في تحديد الوظائف (باستخدام جزيئات الجلوكوز المشعة لمعرفة الأنسجة الأكثر نشاطا حيويا). في بعض الأحيان يستخدم التصوير باستخدام الغاليوم بدلا من التصويرالمقطعي بالإصدارالبوزيتروني.

### الباثولوجي
الفحص العياني
الغدد الليمفاوية المتضررة (في الغالب، الغدد اللمفاوية الجانبية في العنق) تكون متضخمة، لكن شكلها يكون سليما لأن الغشاء الكبسولي لم يتم غزوها. غالبا، المقطع السطحي يكون أبيض-رمادي ومنتظم، وفي بعض الأنواع الفرعية النسيجية (مثل عقيدية التصلب) يمكن أن يظهر جزء على شكل عقد (Nodular)، ويمكن أن نرى حلقة من ألياف حُبَيبِيّة.
المجهر

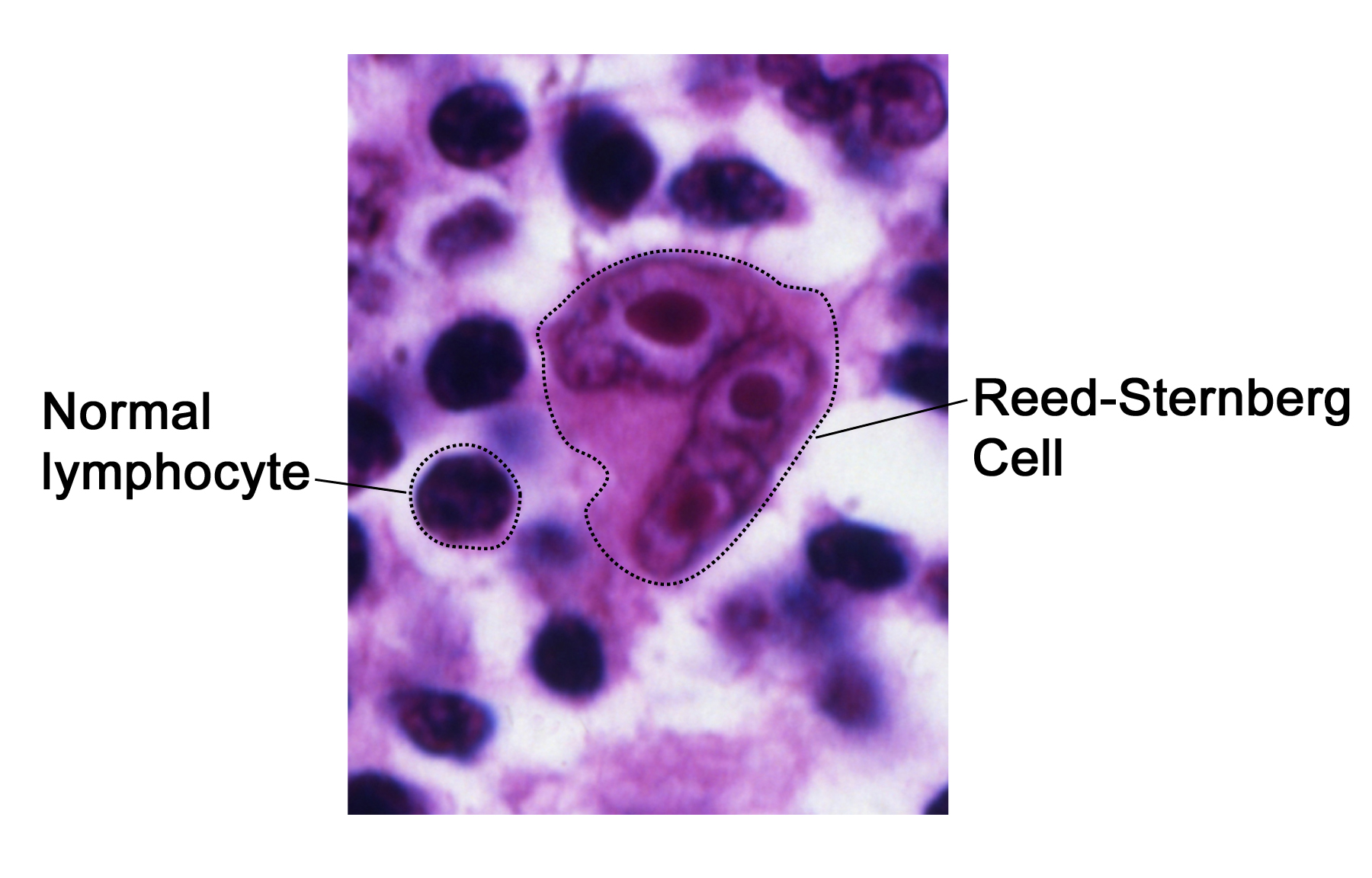
صورة مجهرية لخلية Reed–Sternberg

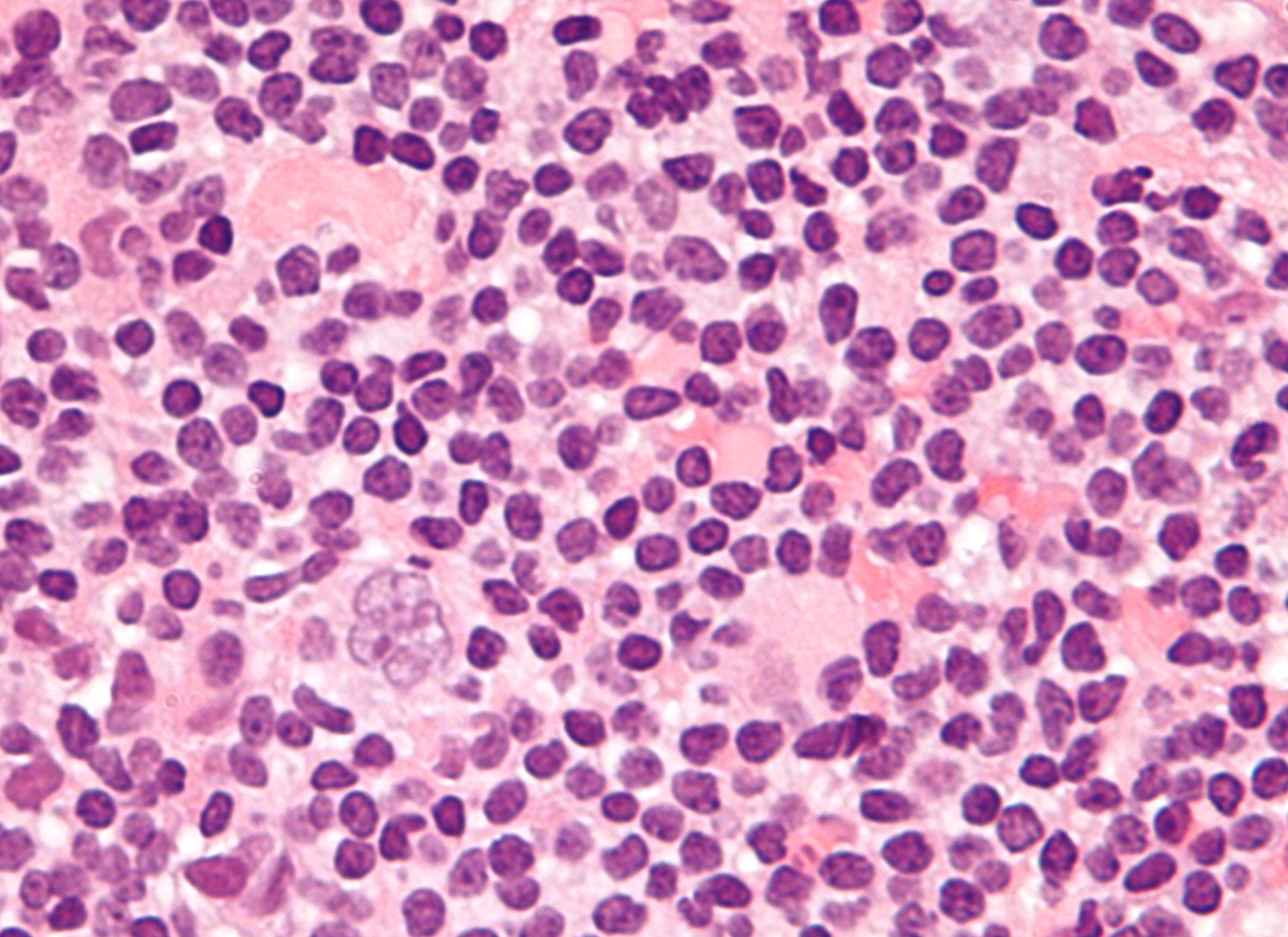
صورة مجهرية تبين خلية RS في ليمفومة هودجكين العقدية

الفحص المجهري لعينة العقدة الليمفاوية يكشف اللبس بشكل كامل أو جزئي عن بنية العقدة الليمفاوية، عن طريق خلايا خبيثة كبيرة متوزعة تسمى Reed_Sturnberg Cells (RSC) (نموذجية أو متغيرة)، مختلطة مع رشيح من الخلايا النشطة، المتكونة من نسب متفاوتة من الخلايا الليمفاوية، والمنسجات، وخلايا يوزينِيَّة، وخلايا البلازما. وخلايا RS يمكن التعرف عليها على أنها كبيرة وعادة ثناية الأنوية ونوية بارزة الوضوح وتواجد غير معتاد لـ CD45- , CD30+ , CD12+/- كطرز مناعية. وفي قرابة ال 50% من الحالات تكون خلايا RS مصابة بفايروس EBV.[بحاجة لمصدر]
صفات مميزة لخلايا RS أنها كبيرة (20-30 مايكرومتر)، وفيرة، مزدوجالتلون، الحبيبية ناعمة / السيتوبلازممتجانس؛ نواتان على شكل صورة مقلوبة عكسيا كما في المرآة (عيون البومة Owl Eyes (وكل منها بداخلها نوية يازورية اللون وغشاء نووي سميك (تتوزع الكروماتينات بالقرب من الغشاء النووي).
المتغيرات:
- خلية هودجكين (خلية RS وحيدة النواة الغير نموذجية) هي متغير لخلية RS، والتي لها نفس الميزات لكن وحيدة النواة.
- الخلية الجوبية RS هي كبيرة، بالإضافة إلى نواة واحدة لكنها تتكون من فصوص متعددة، نويات صغيرة ومتعددة وسايتوبلازم يازوري اللون والذي يتراجع حول النواة مما يكون مساحة فارغة تسمى «الجيب»
- خلية RS متعددة الأشكال لديها العديد من الأنوية الغير منتظمة الشكل.
- خلية RS «الفشار» (متغير نسيجي- ليمفاوي) هي خلية صغيرة تتكون من نواة تحتوي العديد من الفصوص ونوية صغيرة.
- خلية RS «المومياء» لديها نواة معقدة بدون نوية وسايتوبلازم قاعدي.

يمكن أن يصنف داء هودجكين إلى أصناف فرعية اعتمادا على النوع النسيجي. مكونات الخلية نسيجيا في داء هودجكين ليس بالأمر المهم كما هو في ليمفومة الغير-هودجكين Non-Hodgkin’s Lymphoma . العلاج والتشخيص في داء هودجكين الكلاسيكي عادة يعتمد على مرحلة المرض أكثر منه على النوع النسيجي.

## إدارة المرض
المريض الذي يكون في المراحل المبكرة (IA or IIA) يمكن علاجه بشكل فعال باستخدام العلاج بالإشعاع والعلاج الكيماوي. وخيارات العلاج تعتمد على العمر والجنس وكبر المرض والنوع النسيجي الفرعي له أيضا.[بحاجة لمصدر] إعطاء علاج بالاشعة في مناطق محددة بعد استخدام جرعات من العلاج الكيماوي يمكن له أن يسيطر على الورم بشكل أفضل، ويقدم فرصة أفضل للبقاء على قيد الحياة مقارنة باستخدام العلاج الكيماوي وحده. المريض الذي في حالة متاخرة من المرض (III, IVA or IVB) يعالج بمزيج من العلاج الكيماوي والعلاج بالأشعة في الوقت نفسه. المريض الذي يكون في أي مرحلة ولديه كتلة كبيرة في صدره غالبا يعالج باستخدام مزيج من العلاج الكيماوي والعلاج بالأشعة.[بحاجة لمصدر]
| MOPP | ABVD | Stanford V | BEACOPP |
| --- | --- | --- | --- |
| العلاج بالأصل لداء هودجكين كان MOPP. وهذا الاختصار هو لأربعة أدوية: Musturgen، Oncovinويعرف أيضا باسم Vicristine ، Prednisone ، Procarpazineوايضا يعرف باسم Matulane. ويعطي العلاج غالبا على أربع أسابيع دورية وعادة على ستة أسابيع دورية. MSD و VCR يتم إعطائها بالوريد، لكن Procarbazineو Prednisone هي حبات وتؤخذ عن طريق الفم. MOPPكان أول علاج يستخدم خليط من العلاج الكيميائي .وجلب له هذا الشيء نجاحا كبيرا. وقد تم تطويرها في المعهد الوطني للسرطان في الستينيات من القرن العشرين 1960s . على الرغم من أنه ليس التركيبة الأكثر فعالية حتى الآن، لا يزال MOPP يستخدم بعد الإنتكاس مجددا من المرض أوعندما يكون المريض متحسس من شيء ما أو مشاكل بالقلب أو الرئتين والتي تمنع استخدام تراكيب أخرى. | حاليا، العلاج الكيميائي ABVD هو العلاج المعياري لداء هودجكين في الولايات المتحدة الأمريكية، والإختصار يعود إلى أربعة أدوية هي: Adriamycin, Bleomycin, Vinblastin, dacarbazine. تم تطويره في إيطاليا فترة السبعينيات، والABVD يحتاج لستة أو ثمانية أشهر، وأيضا ممكن أن يحتاج لوقت أطول من العلاج. | العلاج الجديد Stanford V هو فقط يحتاج نصف مدة ال ABVD ولكن يدخل فيه جدول علاج كيميائي مكثف وادخال العلاج بالأشعة أيضا. في دراسة منظمة في إيطاليا، كانت Stanford V لها تقبل أقل من ABVD؛ ومع ذلك، فقد انتقدت هذه الدراسة بشكل كبير بسبب الإدارة غيرصحيحة في العلاج الإشعاعي، والحيود عن بروتوكول Stanford V الأصلي. | [[هو عبارة عن طريقة علاج للمراحل الأكبر من II ويستخدم بشكل رئيسي في أوروبا. ونسبة الشفاء باستخدام BEACOPPتقريبا من 10-15% أكثر منها مع استخدام ABVD المعياري في الحالات المتقدمة. وهذا ما أشارت له مقالة في مجلة إنجلترا الجديدة للطب (Diehl et al.) ، ولكن أطباء الUS يفضلون ال ABVD، من الممكن أن السبب هو أن بعض الأطباء يعتقدون أن BEACOPP يسبب لوكيميا . على أي حال، هذا يمكن تجاهله مقارنة بنسبة الشفاء العالية. BEACOPP تكلفته مرتفعة أكثر من متطلبات العلاج مع الGCSF لزيادة إنتاج خلايا الدم البيضاء. حاليا، دراسة هودجكين من قبل مجموعة ألمانية BEACOPP(8X) اختبرت 8 دورات مقارنة بستة (6X) مقارنة ب BEACOPP-14 basline (HD15-trial). |
| Mustargen | دوكسوروبيسين | دوكسوروبيسين | دوكسوروبيسين |
| Oncovin | Bleomycin | Bleomycin | Bleomycin |
| Vincristine | Vinblastine | Vinblastine, Vincristine | Vincristine |
| Vinblastine | Dacarbazine | Mechlorethamine | Cyclophosphamide, Procarbazine |
| | | Etoposide | Etoposide |
| | | بريدنيزون | بريدنيزون |

ويجب الإشارة إلى أن علاج الغير-هودجكين الشائع، Rituximab (والذي هو عبارة عن ضِدٌّ وَحيدُ النَّسيلَة لـ CD20) ولا تستخدم بالعادة لعلاج داء هودجكين لأنه يوجد قلة من مولدات الضد السطحية CD20 في معظم الحالات. واستخدام Rituximab في داء هودجكين، بالإضافة إلي Lymhpocyte Predominant Subtype تم الكشف عنه حديثا.
وأيضا التقدم بالعمر يعتبر من عوامل الخطر لداء هودجكين، بشكل عام الكبار بالسن والذين لا يعانون من أمراض يتلاءمون أكثر مع العلاج المعياري، ولديهم ناتج علاجي أفضل من اولائك الذين في أعمار أصغر سنا. على كل حال، المرض يختلف بماهيته في المرضى الكبار بالسن، ويجب أن يؤخذ هذا الاختلاف بعين الاعتبار عند اختيار العلاج.
بالنسبة لداء هودجكين، علماء الأورام بالإشعاع يستخدمون العلاج الإشعاعي الخارجي (عادة يتم اختصاره بـ EBRT أو XRT). علماء الأورام بالإشعاع يولدون العلاج الإشعاعي الخارجي لليمفومة هودجكين من آلة تسمى المسارع الخطي (Linear Accelerator)، والمرضى عادة يصفون العلاج بأنه غير مؤلم وشبيه بأخذهم لصورة X-Ray ، والعلاجات تستغرق أقل من 30 دقيقة لكل منها، كل يوم عدا الأحد والسبت.
بالنسبة لليمفومة هودجكين، هنالك عدة طرق مختلفة يستهدفها علماء الأورام بالأشعة للخلايا السرطانية. نطاق الإشعاع المشترك بالعلاج هو عندما يقوم علماء الأورام بالإشعاع بإعطاء الإشعاع فقط لتلك الأجزاء في جسم المريض التي يكون فيها السرطان. في كثير من الأحيان، يتم إعطاء علاج كيميائي معها. العلاج بالإشعاع يوجه فوق الحجاب الجاجز لأن يصل للرقبة والصدر و\أو تحت الإبط ويسمى (Mantle field Radiation). والأشعة لمنطقة ما تحت الحجاب الحاجز حتى الوصول للبطن والطحال و\أو الحوض يسمى (Inverted y-Field Radiation). "total Nodal Irradiation" هو عندما يقوم الطبيب المعالج بإعطاء الأشعة إلى جميع العقد الليمفية في الجسم لقتل الخلايا التي من الممكن أن تكون انتشرت فيها.

### الآثارالسلبية
نسبة العلاج العالية، ولبقاء أطول على قيد الحياة عند الكثير من المرضى المصابين بداء هودجكين، أدت إلى اهتمام كبير بالآثار السلبية اللاحقة للعلاج، التي تضمن أمراض الجهاز القلبي الوعائي وسرطانات ثانوية مثل; أبْيِضاضُ الدَّم (Acute Leukemia) ووَرَمٌ لِمْفيّ وأورام صلبة داخل المنطقة المعرضة للعلاج الإشعاعي. معظم المرضى الذين في حالات مبكرة من المرض يعالجون الآن باستخدام علاجات كيميائية، والعلاج بالإشعاع للمناطق المتضررة بدلا من استخدام العلاج بالأشعة وحده. الأبحاث الطبية باستراتيجياتها يعمدون لاكتشاف ما يقلل من مدة العلاج الكيميائي والكمية والجرعة المعطاة من العلاج بالإشعاع؛ كمحاولات للتقليل من الإصابة بالأمراض لاحقا، أو خطر الموت الناتج عن العلاج مع الحفاظ على نسبة علاجية عالية، المستشفيات أيضا تعالج اولائك الذين يستجيبون بسرعة للعلاج الكيميائي من دون إعطائهم علاج بالأشعة.
في حالات الأطفال المصابون بداء هودجكين، الاهتمام الأكبر يكون للآثار السلبية على جهاز الغدد الصماء على المدى الطويل، بشكل رئيسي تعطل وظيفة الأعضاء التناسلية (Gonadal Dysfunction) ومشاكل بالنمو (Growth Retardation). وتعطل وظيفة الأعضاء التناسلية يعتبر الأكثر خطورة من الآثار المتعلقة بجهاز الغدد الصم، خصوصا بعد العلاج باستخدام علاج إشعاعي لمنطقة الحوض.

## توقعات سيرالمرض
علاج مرض هودجكين تحسن على مدى العقود القليلة الماضية. إن الدراسات الحديثة التي استخدمت أنواع جديدة من العلاج الكيميائي قد أشارت إلى ارتفاع نسبة البقاء على قيد الحياة بعد استخادمها، مقارنة بالتي كانت تستخدم بالسابق. في واحدة من التجارب الأوروبية الحديثة، معدل البقاء على قيد الحياة لمدة خمس سنوات كانت نسبته 98% للمرضى الذين لديهم توقعات إيجابية لسير المرض، بينما المرضى الذين كانت حالتهم سيئة كانت نسبتهم 85%.
في عام 1998، قامت جهود وطنية  بالتعريف عن سبع عوامل تحدد سير المرض، والتي يمكن لها توقع نسبة نجاح العلاج بشكل دقيق مع المرضى الذين يعانون من داء هودجكين في مراحل متقدمة أو بمنطقة معينة متمدد فيها. التخلص من عواقب المرض (freedom of progression FFP) في خمس سنوات كان له علاقة مباشرة، مع توافر عدد من تلك العوامل لدى المرضى. والتخلص من عواقب المرض خلال خمس سنوات للمرضى الذين ليس لديهم أي عوامل خطر هي 84%. وكل عامل من تلك العوامل عند تواجده ينقص هذه النسبة بمقدار 7% للعامل الواحد، وبذلك تكون نسبة التخلص من عواقب المرض لمريض لديه خمسة عوامل أو كثر هي 42%.
العوامل السلبية لتعقب سير المرض تم التعريف عنها في دراسة وطنية وهي :
- العمر أكبر من أو يساوي 45 سنة.
- المرحلة الرابعة للمرض.
- الهيموغلوبين أقل من 10.5 g/dl.
- عدد الخلايا الليمفية أقل من 600/Microliter أو أقل من 8%.
- ذكر.
- البيومين .
- أقل من 4.0 g/dl.
- عدد خلايا الدم البيضاء أكبر من أو يساوي 15,000/Microliter.

وفي دراسات أخرى أظهرت تقارير تشير إلى عوامل أخرى على أنها العوامل الأكثر أهمية في خطورة سير المرض: وجود خليط خلوي أو النسيج الخلوي خال من الخلايا الليمفية، الجنس ذكر، عدد كبير من العقد المشتركة بالمرض، المرحلة متقدمة، العمر 40 سنة أو أكثر، ظهور علامات B ، ارتفاع سُرْعَةُ تَثَفُّلِ الكُرَيَّاتِ الحُمُر، وجود مرض متضخم وكبير (توسع المَنْصِف بما يزيد عن الثلث أو وجود كتل عقدية بحجم يزيد عن 10 سم في أي بعد من الأبعاد).
حديثا، استخدام التصويرالمقطعي بالإصدارالبوزيتروني (PET) في وقت مبكر بعد إعطاء العلاج الكيميائي أشار إلى قدرة إيجابية هائلة على تحسين سير المرض. وهذا مكن من تحديد استجابة الأفراد للعلاج الكيميائي؛ بما أن التصويرالمقطعي بالإصدارالبوزيتروني (PET) يتوقف نشاطه بسرعة في المرضى الذين يستجيبون للعلاج الكيميائي. في هذه الدراسة، بعد دورتين من العلاج الكيميائي باستخدام ABVD ، تبين أن 83% من المرضى كانو قد تعافوامن المرض خلال 3 سنوات، إذا كان لديهم ناتج سلبي للتصويرالمقطعي بالإصدارالبوزيتروني مقارنة بـ 28% فقط عند اولائك الذين يظهرون ناتج إيجابي للتصويرالمقطعي بالإصدارالبوزيتروني. وهذه القوة في تشخيص سير المرض تجاوزت العوامل التقليدية التي نوقشت في الأعلى. عديد من الدراسات قائمة على الطريق؛ للنظر في ما إذا كانت خطورة التكيف للاستجابة باستخدام التصويرالمقطعي بالإصدارالبوزيترونيPET-based risk adapted response يمكن لها أن تستخدم لتحسين الناتج النهائي لدى المرضى، عن طريق تغيير العلاج الكيميائي بمراحل مبكرة في المرضى الذين لا يستجيبون للعلاج.

## علم الأوبئة

السن الموحد للوفاة بسبب الليمفومة والوَرَمٌ نِقْوِيٌّ مُتَعَدِّد لكل 100,000 من الشعوب في عام 2004
]]
ليس كما في بعض أنواع الليمفومة، والتي نسبة ظهورها تزيد مع العمر، فإن داء هودكين لديه «منحنى النسقين لظهور المرض Bimodal Incidence Curve»؛ والذي هو، يحصل بشكل متكرر في مجموعتين عمريتين متباعدتين في الغالب، الأولى هي مرحلة الشباب المبكرة (15 – 35 سنة) والثانية تكون في الذين تزيد أعمارهم عن 55 سنة، وهاتين المجموعتين قد تتغيران قليلا بالنسبة للأرقام بين الشعوب. بشكل عام، أنها أكثر شيوعا بين الذكور، باستثناء متغيرات الـNodular Sclerosis ، والتي هي قليلا أكثر بالإناث. وأن نسبة الظهور السنوية لداء هودجكين هي 2.7 لكل 100,000 شخص لكل سنة، وأن المرض يحتل أقل من 1% من السرطانات المنتشرة على مستوى العالم.
في عام 2010، عالميا نتج فيها 18,000 حالة وفاة والتي قلت عن 19,000 في عام 1990.[2]
ونسبة ظهور المرض زادت في المرضى المصابين بفايروس الـHIV. مقارنة بأنواع الليمفومة الأخرى التي تكون مرافقة لمرض الـHIV فإنها تتواجد بالغالب مع المرضى الذين لديهم عدد كبير من خلايا T من نوع CD4.

### المملكة المتحدة UK
داء هودجكين يشكل أقل من 1% من عدد الاصابات والوفيات الناتجة عن السرطانات كافة. وقرابة ال 1800 شخص تم تشخيصهم في عام 2011، وقرابة الـ 300 توفو في عام 2012.

## تاريخ

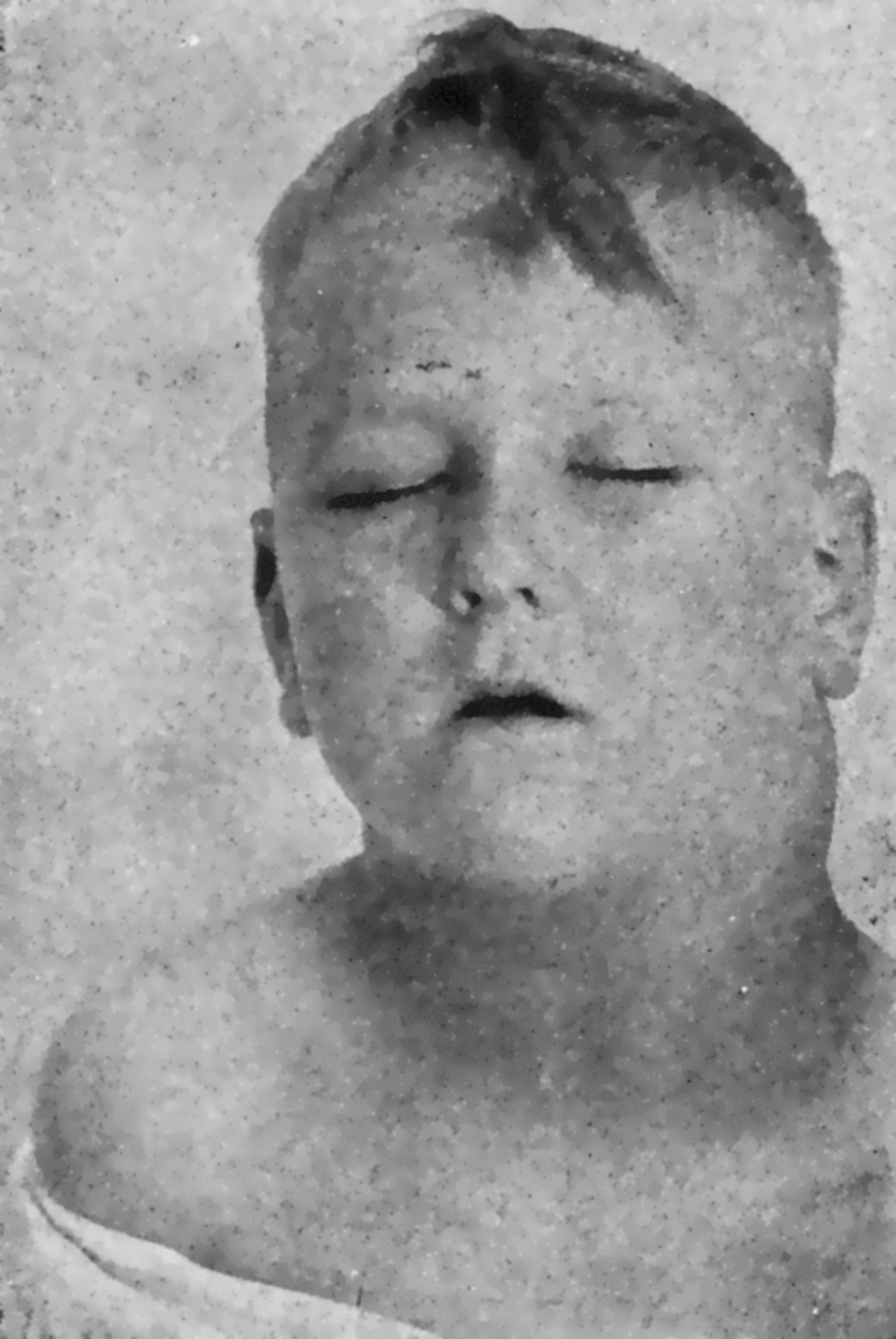
صورة من كتاب مدرسي طبي 1938 المسمى "مرض هودجكين"، (أساسيات الطب))

لقد تم وصف داء هودجكين للمرة الأولى من قبل ثوماس هودجكين عام 1832، وقد أشار أيضا هودجكين في ملاحظاته، إلى أنه من الممكن أن يكون أقدم مرجع لهذه الحالة قد تم على يد مارسيلو مالبيغي عام 1666. بينما كان يعمل كأمين متحف في مستشفى غاي Guy’s Hospital، قام هودجكين بدراسة سبع حالات لمرضى يعانون من تضخم في الغدد الليمافوية والغير مؤلمة. من ضمنهم كان هناك حالتين عند ريتشارد برايت، وواحدة لثوماس أديسون، وواحدة كانت لروبارت كارسويل. تقرير كارسويل لأولائك المرضى السبع كانت تحتوي العديد من التوضيحات التي قدمت وصف مبكر للمرض.
تقرير هودجكين لأولائك المرضى السبع، كان تحت عنوان «بعض المظاهر المرضية للغدد الماصة والطحال»، حيث تم عرضه على Medical and Chirurgical Society في لندن في يناير عام 1832، وقد تم نشرها بعدها مباشرة في مجلة هذه المؤسسة Medical-Chirurgical Society Transactions. Hodgkin's paper went largely unnoticed, however, even despite Bright highlighting it in an 1838 publication. وكان ما قدمه هودجكين غير ملحوظ بشكل كبير، مع ذلك، على الرغم من أن باريت قد ألقى الضوء عليها في المنشور عام 1838. في الواقع، هودجكين نفسه لم ينظر لمساهمته على أنها ذات أهمية خاصة.
في عام 1856، قام سامويل ويلكس بشكل مستقل بكتابة تقرير عن سلسلة من المرضى الذين يعانون من نفس المرض الذي كان هودجكين قد وصفه بالسابق. ويلكس، الذي خلف هودجكين في مستشفى غاي، لم يكن على دراية بما توصل له هودجكين حول الموضوع. قام برايت بلفت انتباه ويلكس لمساهمات هودجكين، وفي عام 1865 قام ويلكس بنشرالورقة الثانية بعنوان «حالات تضخم الغدداللمفاوية والطحال»، والذي يسمى المرض «مرض هودجكين» تكريمالسلفه.
تيودورLanghans و WS غرينفيلد أولمن وصف الخصائص المجهرية ليمفوما هودجكين في عام 1872 و 1878، على التوالي. في عام 1898 و 1902، على التوالي ، كارلستيرنبرغ ودوروثيريد وصف بشكل مستقل الميزات الوراثية الخلوية للخلايا الخبيثة من سرطان الغددالليمفاوية، التي تسمى الآن خلايا ريدستيرنبرغ.
ظلت عينات الأنسجة من سبعة مرضى داء هودجكين في مستشفى غاي لعدد من السنوات. بعد ما يقرب من 100 عاما نشرة هودجكين الأولى، أكدت إعادة النظر النسيجية سرطان الغددالليمفاوية في ثلاثة فقط من سبعة من هؤلاء المرضى ، وتضمنت  الحالات المتبقية سرطان لغددالليمفاوية غيرهودجكين، والسل، والزهري.
وداء هودجكين واحد من أكثر أنواع السرطان الأولى التي يمكن علاجها باستخدام العلاج الإشعاعي ، وبعد ذلك، كان واحدا من أول من تمت معالجته عن طريق الجمع بين العلاج الكيميائي.

## حالات شهيرة
وفيات
- توفي هوارد كارتر، عالم المصريات ومكتشف مقبرة توت عنخ آمون، في عام 1939 من مرض هودجكن.[41][42]
- توفي المغني الأمريكي وعازف الجيتار غلين (كوينز) من هذا المرض في عام 1978، عن عمر 24.
- الممثل الايرلندي ريتشارد هاريس، الذي يصور ألباس دمبلدور في أول اثنين من أفلام هاري بوتر، تم تشخيصه في عام 2002، وتوفي في عام 2004.[43]

التشخيصات
- بول ألن، المؤسس المشارك لشركة مايكروسوفت، تم تشخيصها في عام 1982. وتعافى من المرض.
- اريك بيري المتحدث بالسلامة العامة لكانساس سيتي وأحد رؤساء الرابطة الوطنية لكرة القدم، تم تشخيصه في عام 2014.[44]
- إبراهيم تشيريكس المراهق الذي أدى إلى معركة قضائية وتغيير لقوانين ولاية فرجينيا حول الإهمال الطبي عندما رفض للخضوع لمزيد من العلاج التقليدي بعد الانتكاس في عام 2006.[45]
- فيكتوريا دوفال، لاعبة التنس الأمريكية في عام 2014.[46]
- تم تشخيص المغنية الأسترالية دلتا جودرم في عام 2003 بعد أن أنتهت من تصوير البرنامج التلفزيوني الجيران.[47]
- توفي ليندن ديفيد هول، المغني البريطاني وكاتب الأغاني، في 14 شباط 2006 عن عمر يناهز ال 31 عاما من المضاعفات الناجمة عن عملية زرع الخلايا الجذعية لسرطان الغدد الليمفاوية.
- مايكل هول (ولد في 1 فبراير 1971) ممثل أمريكي، اشتهر بدور قيادي بصفته دكستر مورغان، في شوتايم سلسلة الجريمة دكستر. في عام 2010، البالغ من العمر 38 عاما، كان يخضع لعلاج سرطان الغدد الليمفاوية. في غضون سنتين، كان المرض في حالة خمود كامل.[48]
- دانيال هاوزر، الذي فرت معه أمه في عام 2009 من أجل منعه من الخضوع للعلاج الكيميائي.[49]
- ماريو يميو، لاعب NHL قاعة للمشاهير ، وشريك في بطاريق بيتسبرغ ومؤسس مؤسسة ماريو يميو، تم تشخيصه في عام 1993.[50]
- دينو Lipatti (1917-1950)، عازف البيانو الكلاسيكي الروماني والملحن. تم تشخيصه في عام 1947، تلقى العلاج الكورتيزون في 1949؛ مات من خراج انفجار في رئته.[51]
- أنتوني ريزو، نجم MLB رجل قاعدة لأشبال شيكاغو ، تشخص في مايو 2008 حين وقع كلاعب في الدوري لريد سوكس.[52]

## قراءة إضافية
- Charlotte DeCroes Jacobs. Henry Kaplan and the Story of Hodgkin's Disease (Stanford University Press; 2010) 456 pages; combines a biography of the American radiation oncologist (1918–84) with a history of the lymphatic cancer whose treatment he helped to transform.

## روابط خارجية
- Hodgkin Disease at جمعية السرطان الأمريكية
- Hodgkin's Lymphoma at the American المعهد الوطني للسرطان
- Clinically reviewed Hodgkin's lymphoma information for patients, from Cancer Research UK